# Crenuchinae
Crenuchinae – podrodzina słodkowodnych ryb promieniopłetwych z rodziny Crenuchidae.

## Zasięg występowania
Podrodzina obejmuje gatunki występujące w słodkich wodach Ameryki Południowej.

## Podział systematyczny
Do podrodziny należą następujące rodzaje:
- Crenuchus Günther, 1863 – jednym przedstawicielem jest Crenuchus spilurus Günther, 1863 – agresor tęczowy[3]
- Poecilocharax Eigenmann, 1909